# Óluva Klettskarð
Óluva Klettskarð (Dánia, 1965. június 24.) feröeri tanár, politikus, a Tjóðveldi tagja.

## Pályafutása
1991-ben történelem, 1996-ban pedig feröeri nyelv és irodalom szakon szerzett végzettséget a Feröeri Egyetemen. 2000-ben az Aarhusi Egyetemen is végzett történelem szakon. Gimnáziumi tanárként dolgozik: 1996–1997 között Eysturoyon, azóta Hoyvíkban tanít történelmet és feröerit.
2008-ban egy rövid ideig kulturális miniszter volt Jóannes Eidesgaard második kormányában.

## Magánélete
Szülei Edith és Páll Klettskarð Haraldssundból. Férjével, Andráss Sólsteinnel és két gyermekükkel Klaksvíkban él.

## Fordítás
- Ez a szócikk részben vagy egészben az Óluva Klettskarð című norvég Wikipédia-szócikk ezen változatának fordításán alapul.  Az eredeti cikk szerkesztőit annak laptörténete sorolja fel. Ez a jelzés csupán a megfogalmazás eredetét és a szerzői jogokat jelzi, nem szolgál a cikkben szereplő információk forrásmegjelöléseként.